# Jak wspaniałe są Chiny
Jak wspaniałe są Chiny! (泱泱哉我中华) – chińska pieśń patriotyczna, ułożona przez chińskiego filozofa i nauczyciela, Lianga Qichao w 1912. Jest ona traktowana jak hymn narodowy, jak wiele innych patriotycznych pieśni Chin (mimo że oficjalnym hymnem Chin jest Marsz Ochotników). Na początku pieśń nosiła nazwę Pieśń Patriotyczna (爱国歌), później zmieniono ją na Jak wspaniałe są Chiny (泱泱哉我中华), od pierwszego wersu w tekście.

## Tekst i tłumaczenie
| Pismo chińskie | Polskie tłumaczenie |
| --- | --- |
| 泱泱哉我中华！ 最大洲中最大国， 二十二省为一家。 物产腴活甲大地， 天府雄国言非夸。 君不见英日区区三岛高崛起， 况乃堂谲我中华！ 可爱哉我国民！ | Jak wspaniałe są Chiny, Największy kraj na największym kontynencie! Dwadzieścia dwie prowincje to jedna rodzina. Bogate produkty i żyzna ziemia są pierwsze na świecie. Nazywanie tego narodu "rajem na ziemi" to nie przesada. Nie widzisz? Anglia i Japonia, tylko trzy wyspy, wciąż jeszcze się rozwijają. O ile więcej są lepsze od naszych Chin? Jak uroczy są nasi ludzie! |